# Un temps pour changer
Un temps pour changer, dont le titre original italien est « Ritorniamo a sognare » (« Revenons au rêve ») est un ouvrage écrit par le pape François, en collaboration avec Austen Ivereigh. Présenté à la presse le 23 novembre 2020, il paraît en librairies le 2 décembre 2020 simultanément en dix langues, dont le français.
L'ouvrage est présenté comme une réponse du pape à la crise du monde moderne, amplifiée et mise au jour par la pandémie de Covid-19, ainsi que comme un prolongement des encycliques Laudato si' et Fratelli tutti.

## Contexte
Le contexte de l'écriture du livre est la pandémie de Covid-19 ayant frappé le monde entier. Le pape estime que cette crise « semble unique » parce qu'elle est mondiale, mais qui n'est que « plus visible » que d'autres drames qui continuent de nuire à l'humanité. Austen Ivereigh, avec qui le pape s’est entretenu pour constituer cet ouvrage, analyse la prise de position du pape en pleine pandémie, le 27 mars 2020, comme celle d'« un pilote dans la tempête pour guider l'humanité à travers l'une de ses nuits les plus sombres ».

## Contenu
Le livre traite notamment des « trois Covid », c'est-à-dire des rapports personnels du pape à la maladie, au déracinement et au pouvoir : le premier est la maladie pulmonaire qu'il a contractée en août 1957 et qui a menacé sa vie. Le second est son exil volontaire en Allemagne en 1986, pour terminer ses études. Enfin, la quarantaine de vingt-deux mois qu'il accomplit au début des années 1990 sur demande de ses supérieurs dans un couvent de Cordoue. Il relit l'année de pandémie comme un temps « de seuil […] le moment de rêver en grand […] pour repenser nos priorités ».
Il utilise pour cela l'image du labyrinthe, qu'il emprunte à Jorge Luis Borges, un de ses auteurs favoris : le monde est selon lui prisonnier de ce labyrinthe, captif de la « culture du selfie », et incapable d'aller vers les autres.
François évoque dans le livre, ce qui est particulièrement remarqué par la presse, les peuples persécutés dans le monde : Rohingyas, Ouïghours, les Yézidis ou les chrétiens d'Égypte et du Pakistan.
Cette empathie est un fruit positif de l'isolement, d'après le pape, qui appelle ses lecteurs à se « laisser toucher par la douleur des autres » afin de sortir de cette crise mois égoïstes qu'avant. La fraternité y est décrite comme « la nouvelle frontière ».
Sa critique des dogmes économiques et sociaux en vigueur, déjà présente dans ses encycliques et dans  les autres documents écrits lors de son pontificat, se poursuit. François attaque ainsi la théorie du ruissellement et défend avec vigueur le revenu de base.
Le pape s'en prend également dans le livre à ceux qui s'affirment chrétiens et rejettent les migrants, affirmant qu'ils déforment « de manière grotesque à la fois le christianisme et la culture […] La migration n'est pas une menace pour le christianisme, sauf dans l'esprit de ceux qui gagnent à prétendre qu'elle l'est ».

## Publication
Un temps pour changer est publié le 2 décembre 2020 et sort simultanément en dix langues. En français, la première édition est tirée à 55 000 exemplaires.

## Réception
Les recensions qui sont faites d'Un temps pour changer insistent sur le fait que l'ouvrage doit plutôt être lu comme une prophétie que comme une analyse.
Plusieurs points retiennent particulièrement l'attention des médias dans le message du pape. Le premier est l'attention du chef de l'Église catholique aux Ouïghours, prise de position officielle inédite même si des cardinaux s'étaient déjà exprimés en ce sens.
Le second point très observé est le soutien affiché du pape à la mise en place du revenu de base, « un paiement forfaitaire inconditionnel à tous les citoyens, qui pourrait être versé par le biais du système fiscal [qui] pourrait remodeler les relations sur le marché du travail en garantissant aux gens la dignité de refuser des conditions d’emploi qui les enferme dans la pauvreté ».
Par ailleurs, les médias notent la charge du pape contre les gouvernements qui, face à la pandémie de Covid-19, « ont ignoré les douloureuses preuves de l’augmentation du nombre de morts avec des conséquences inévitables et graves ». Le pape ne nomme toutefois aucun pays explicitement. Dans le même sujet, François s'en prend aux personnes refusant le port du masque, et les accuse d'être « incapables de sortir de leur propre petit monde d’intérêts », et notamment de manifester contre la mort de George Floyd.